# Peter Sculthorpe
Peter Sculthorpe (29. dubna 1929, Launceston, Tasmánie – 8. srpna 2014, Sydney, Austrálie) byl australský hudební skladatel.

## Život
Sculthorpe se narodil a vyrůstal v Launcestonu v Tasmánii. Jeho matka Edna milovala anglickou literaturu a jeho otec přírodu a rybaření. V Lancestownu navštěvoval církevní základní školu. Vzdálenou příbuznou jeho rodiny byla Fanny Cochrane Smithová patrně poslední osoba mluvící plynně tasmánsky a jejíž voskové nahrávky tasmánských písní jsou poslední památkou na vymizelý jazyk. Odtud se datuje i jeho pozdější zájem o původní australskou hudbu.
Hudbu začal psát již ve věku okolo osmi let, hned po několika prvních lekcích klavíru. Musel tak činit potajmu, neboť jeho učitel hudby ho za to tuto činnost trestal. Ve věku 14 let se rozhodl pro hudební dráhu i když mnozí z jeho okolí (zejména otec) ho přesvědčovali, aby si vybral jiné povolání. V této době se také pokoušel samostatně studovat kompozici podle knihy česko-amerického skladatele Ernsta Křenka Studies in Counterpoint. V letech 1946–1950 studoval na konzervatoři v Melbourne. Po dokončení studií se vrátil na Tasmánii. Jelikož se hudbou nemohl uživit, pracoval v obchodě s loveckými potřebami svého bratra v Launcestonu.
Jeho Sonatina pro klavír byla uvedena na ISCM festivalu v Baden-Baden a na jejím základě získal stipendium ke studiu na Wadham College v Oxfordu, kde studoval pod vedením Egon Wellesze. Ještě před jeho dokončením však musel studia přerušit, neboť jeho otec vážně onemocněl a zemřel. První velká Sculthorpova skladba, Irkanda IV, byla komponována na otcovu památku.
V roce 1963 se stal pedagogem na University of Sydney, kde s krátkými přestávkami přednášel trvale a byl tam i jmenován emeritním profesorem. V polovině šedesátých let působil na Yaleově univerzitě v New Havenu v americkém státě Connecticut.
Postupně se stal hlavním reprezentantem australské hudby.V jeho díle je rozpoznatelný silný vliv asijské a zejména australské původní hudby. Dočkal se mnoha významných ocenění a na čtyřech významných univerzitách získal čestný doktorát. V roce 1999 publikoval svou autobiografii: Sun Music: Journeys and Reflections From a Composer's Life.
Zemřel v Sydney 8. srpna 2014 ve věku 85 let.

## Dílo

### Orchestrální skladby
- The Fifth Continent pro vypravěče a orchestr (1963)
- Sun Music I (1965)
- Sun Music II (1969)
- Sun Music III (1967)
- Sun Music IV (1967)
- Love 200 (ve spolupráci s Tully) (1970)
- Music for Japan (1970)
- Small Town pro hoboj, dvě trubky, tympány a smyčce (1976)
- Port Essington pro smyčcové trio a smyčcový orchestr (1978)
- Mangrove (1979)
- Earth Cry (1986)
- Kakadu (1988)
- Memento Mori (1993)
- From Oceania (2003)
- Beethoven Variations (2006)
- Songs of Sea and Sky (rovněž upraveno pro různé nástroje jako např. flétnu a klarinet)
- Mangrove pro orchestr
- My Country Childhood
- Shining Island (2011), pro smyčce (na památku Henryka Góreckiho)

### Koncertní skladby
- Piano Concerto (1983)
- Earth Cry, pro didgeridoo a orchestr (1986)
- Nourlangie, pro sólovou kytaru, smyčce a bicí (1989)
- Sydney Singing, pro klarinet, harfu, bicí a smyčce (2003)
- Elegy, pro sólovou violu a smyčce (2006)

### Vokální skladby
- Requiem
- Birthday of Thy King

### Opery
- Rites of Passage (hudební divadlo; 1972–73)
- Quiros (1982)

### Komorní hudba
- Sonáta pro violu a bicí nástroje (1960)
- Requiem pro sólové violoncello (1979)
- From Kakadu pro kytaru sólo (1993)
- Into the Dreaming pro kytaru sólo (1994)
- 18 smyčcových kvartet

### Klavírní skladby
- Between Five Bells
- Rose Bay Quadrilles
- Piano Sonatina
- Nocturnal
- Djilile
- Mountains
- Song for a Penny
- Night Pieces (Snow, Moon, Flowers, Night, Stars)
- Thoughts from Home
- Simori

### Filmová hudba
- Age of Consent (1969)
- Manganinnie (1980)
- Burke & Wills (1985)